# Ursidi (astronomia)
Le Ursidi sono uno sciame meteorico la cui attività meteorica avviene nell'inverno boreale, inizia intorno al 16-17 dicembre e dura per più di una settimana, fino al 26-27 dicembre. Questa pioggia di meteore è così denominata per via del suo radiante, che è posto nella costellazione dell'Orsa Minore, nei pressi della stella Beta Ursae Minoris (Kochab).
La loro sigla internazionale è URS.

## Storia
Le Ursidi furono probabilmente scoperte da William Denning che li ha osservò per diversi anni a cavallo fra il XIX e il XX secolo.
Dopo le prime osservazioni, vi furono degli studi sporadici riguardo alla loro origine, mentre i primi studi coordinati cominciarono intorno al 1945, per merito del ricercatore astronomo ceco Dr. Antonín Bečvář: in quell'anno, contrariamente ai precedenti, si registrò un'intensa attività, con un tasso orario zenitale (ZHR) intorno a 100.
Ulteriori osservazioni nel 1970, furono fatte da astrofili britannici, ma all'epoca si registrò uno ZHR molto basso (Misure tramite radiotelescopi in Norvegia rilevarono negli anni dal 1973 a 1979 uno ZHR intorno a 20-30). Il 22 dicembre 1986, in Europa lo ZHR raggiunse di nuovo il valore di 100.

## Origine
Le osservazioni attualmente in corso, mettono in relazione questo sciame con la cometa Tuttle, ipotesi tuttora controversa.
Da tempo si ipotizza che questo sciame meteorico sia originato dalla cometa 8P/Tuttle. Il periodo orbitale della cometa è di 13,5 anni. È interessante notare che i massimi osservati dello sciame caddero negli anni 1945, 1973 e 1986, corrispondenti non con la minima distanza solare, ma con l'afelio della cometa. 
I ricercatori Peter Jenniskens, olandese, e Esko Lyytinen, finlandese, svilupparono un modello alquanto inusuale riguardo a questo fenomeno, correlato alla gravità del pianeta Giove.
Gli stessi autori previsero per il 22 dicembre 2000 -corrispondente a un nuovo afelio della cometa- un nuovo massimo delle Ursidi. Nonostante in quel giorno svariati osservatori furono in agguato, i risultati si mostrarono alquanto deludenti e contraddittori. In particolare le registrazioni video e gli echi radar sulla pioggia meteorica rilevarono sì una maggiore attività, ma vi erano forti dubbi sulla metodologia allora utilizzata. A questo si aggiunse il fatto che gli osservatori visuali rilevarono degli ZHR alquanto contraddittori. In base a questa ipotesi, un nuovo massimo dovrebbe esserci per il 2014. Tuttavia, per l'anno 2011 è stato previsto uno ZHR pari circa a 10.

## Caratteristiche
Osservazioni precedenti rilevarono un radiante medio di coordinate RA = 217°, DEC = 76°, con un massimo corrispondente alla longitudine solare di 270,66° (coincidente circa con la data del 22 dicembre), e con una durata compresa fra il 17 e il 24 di dicembre.
Le Ursidi hanno un flusso particolarmente stretto, tale che l'Astronomo W. Norman McLeod affermò: